# 塔特庫姆沃 (亞利桑那州)
塔特庫姆沃（英語：Tatkum Vo）是位於美國亞利桑那州皮馬縣的一個非建制地區。該地的面積和人口皆未知。

## 地理
塔特庫姆沃的座標為31°40′05″N 112°07′25″W / 31.66806°N 112.12361°W，而該地的平均海拔高度為697米（即2287英尺）。